# Arboretum de Vallombrosa
L'Arboretum de Vallombrosa est une zone boisée de la forêt de Vallombrosa, qui s'élève à environ 950 m d'altitude dans la commune de Reggello en Toscane.
Il se situe dans la réserve naturelle de Vallombrosa.

## Historique
L'arboretum de Vallombrosa, qui constitue la plus importante collection italienne de plantes créées à des fins scientifiques et expérimentales, possède actuellement une collection d'environ 5 000 spécimens répartis en plus de 700 espèces d'arbres et d'arbustes.
Fondé en 1870 par Adolfo di Bérenger (it) , premier directeur de l'Istituto forestale di Vallombrosa (it), il se dresse sur un sol siliceux dans la bande de transition entre la forêt de châtaigniers et de hêtres. 
L'arboretum actuel est divisé en sept arboretums construits à différentes époques, un pour chacun des conservateurs qui se sont succédé depuis l'année de sa fondation : Arboretum Bérenger (1870), Arboretum Siemoni (1880), Arboretum Tozzi (1886), Arboretum Perona (1914), Arboreto Gellini (1894), Arboreto Pavari (1923-1958), Arboreto Allegri (1976).